# Веласкес, Вильямс
Ви́льямс Даниэ́ль Вела́скес Рейе́с (исп. Williams Daniel Velásquez Reyes; 4 апреля 1997, Каракас, Венесуэла) — венесуэльский футболист, защитник клуба «Эстудиантес де Каракас».

## Карьера

### Клубная
Вильямс начал футбольную карьеру в клубе «Эстудиантес де Каракас», за основной состав которого он дебютировал 21 февраля 2016 года во встрече с «Монагасом». В сезоне 2016 защитник провёл 12 матчей, однако его клуб покинул высший футбольный дивизион Венесуэлы.

### В сборной
В 2017 году Веласкес принял участие в Молодёжном чемпионате Южной Америки. Защитник провёл на турнире все девять матчей своей команды, получившей право выступить на молодёжном чемпионате мира.